# Newsru.co.il
Newsru.co.il — израильское новостное интернет-издание, созданное в 2005 году на средства бизнесмена российского происхождения Владимира Гусинского как израильский ресурс, близкий к его российскому интернет-изданию Newsru.com (2000—2021).
Newsru.co.il продолжил работу в Израиле после закрытия Newsru.com в России.

## История
Сайт Newsru.co.il был изначально задуман как самостоятельный ресурс, не подчинённый Newsru.com, хотя и принадлежащий тому же собственнику.
С годами проект стал испытывать значительные экономические трудности в связи с перебоями финансирования со стороны собственника, Владимира Гусинского.
15 октября 2023 года произошла смена владельца сайта Newsru.co.il (не затрагивающая компанию «NEWSru Israel»). Новым владельцем домена и архива сайта стала компания Mediaru LTD, принадлежащая израильскому бизнесмену Павлу Масенжнику. Все сотрудники редакции «NEWSru Israel» были уволены; многие из них при этом были переведены на работу в компанию нового собственника сайта для его поддержки. Это решение позволило спасти сайт.

## Редакция
В 2012 году в штате редакции насчитывалось 12 человек, к 2021 году это количество сократилось до 9 человек.
Состав редакции на май 2024 года:
- Евгений Финкель — главный редактор
- Габи Вольфсон — политический обозреватель
- Алла Гаврилова — репортер, редактор
- Елена Черных — редактор
- Елена Берсон — редактор
- Елена Пепел — редактор, корреспондент по направлению «Община»
- Павел Вигдорчик — редактор, корреспондент по направлению «Ближний Восток»
- Александр Печенкин — редактор, корреспондент по направлению «Спорт»
- Александр Завин — бильд-редактор
- Алина Ребель — корреспондент по направлениям «Культура», «Кино»
- Лев Ганкин — корреспондент по направлениям «Культура», «Музыка»
- Татьяна Савин — корреспондент по направлениям «Культура», «Искусство»

## Аудитория
Средний возраст читателей Newsru.co.il постепенно увеличивается. В 2012 году он составлял 49 лет. В 2022 году 10 % читателей имели возраст до 40 лет, 37 % — 40-59 лет, 53 % — 60 лет и старше. Абсолютное большинство (84 %) — светские (нерелигиозные), большинство (75 %) имеет высшее образование. Подавляющее большинство читателей (86—88 %) проживает в Израиле.

## Редакционная политика
По своим политическим взглядам аудитория издания, по выражению главного редактора Евгения Финкеля, «традиционно смещена вправо»; настроения аудитории учитываются.

## Соцсети
Издание имеет официальные страницы в социальных сетях, включая Facebook, Instagram, YouTube, TikTok, Telegram, WhatsApp, X (есть также также дополнительный телеграм-канал главного редактора Евгения Финкеля).